# 中島銀兵
中島 銀兵（なかじま ぎんぺい、1938年〈昭和13年〉6月6日- 1996年〈平成8年〉2月23日）は、元日本テレビ放送網のプロデューサー・ディレクター。

## 来歴・人物
富山県出身。富山県立福野高等学校、成城大学文芸学部卒業。1963年に日本テレビ入社。同期入社に小林完吾（南日本放送から移籍）、今村倫子、青尾幸、徳光和夫、細川知正（元日本テレビ取締役最高顧問）がいる。
テレビ業界を志望した理由は、学生時代に当時の人気番組『お笑い三人組』（NHK）を観覧して、番組制作に憧れたためだと言う。
念願叶い開始直後の『笑点』にADとして配属、漫才ブーム時も『お笑いスター誕生!!』など多数の漫才番組を担当、その後も一貫して演芸・お笑い番組の制作を手掛けた。
芸人に対して『（自分の番組に）出なさい』と言うのが口癖であったため、『オレたちひょうきん族』（フジテレビ）のコント『業界光線対決』でビートたけし扮するタケちゃんマンが『日本テレビ・中島銀兵光線！』と叫んで明石家さんま扮するブラックデビルにこの口癖を波状攻撃の如く浴びせ苦しめるというシーンがあった。このコントは視聴者からの評価がかなり高かったため、『ひょうきん族』の最終回直前の回に行われた生放送スペシャルでも視聴者リクエストとして取り上げられた。また、ひょうきん族のDVDにも収録されているため現在でも容易に視聴が可能である。
1996年2月23日、癌性肋膜炎で死去。享年59（満57歳没）。

## 担当した番組
- 笑点 （AD→ディレクター→プロデューサー）
- 目方でドーン!
- お笑いスター誕生!!
- 爆笑ヒット大進撃!!
- ダントツ笑撃隊!!